# Kenyentulus medogensis
Kenyentulus medogensis är en urinsektsart som beskrevs av Yin 1983. Kenyentulus medogensis ingår i släktet Kenyentulus och familjen lönntrevfotingar. Inga underarter finns listade i Catalogue of Life.